# サン＝レオナール＝デ＝ボワ
サン＝レオナール＝デ＝ボワ （Saint-Léonard-des-Bois ）は、フランス、ペイ・ド・ラ・ロワール地域圏、サルト県のコミューン。
サン＝レオナール＝デ＝ボワの特権的な地理的位置が、この地でのグリーン・ツーリズムを促進させている。小さなコミューンはアルプ・マンセル地方の中心にあり、パリから約2時間で行くことができる。

## 地理
このかわいらしいコミューンは、アランソンの下流、サルト川谷にある。オルヌ県およびマイエンヌ県と接している。渓谷のこの部分は、河岸浸食によって生じた重要な断崖のためにアルプ・マンセルと呼ばれている。近年までの地質学的な期間にサルト川は、徐々に高地を掘り下げて流れていった。川の流れが作り出されるうちに、下の地層にあるヘルシニア造山運動で生じた折りたたまれた層を掘り続けた。したがって、サルト川はアルモリカ山塊の砂岩の棒線を垂直に切断している。サン＝レオナール＝デ＝ボワの風景はこの現象によるものである。アルモリカ山塊の砂岩の露頭は、特にサルト川の蛇行する場所、崖の上で生じている。近くにあるアルプ・マンセル山地の断崖は東側でしばしば標高200mを超え、サルト川は比較すると100m降下していることが明らかである。
サン＝レオナールでは、20世紀初頭にスレート石が採掘されていた。

## 歴史
コミューンには歴史的な痕跡がある。最も古い場所の1つはナルボンヌという地で、ガリア時代には定住地となっていた。6世紀には、キリスト教の隠者聖レオナールが住み着いた。隠者の庵のあった場所はヴァンドゥーヴル（Vendeuvre）と呼ばれる巡礼地となった。

## 人口統計
| 1962年 | 1968年 | 1975年 | 1982年 | 1990年 | 1999年 | 2004年 | 2014年 |
| ------ | ------ | ------ | ------ | ------ | ------ | ------ | ------ |
| 722    | 639    | 568    | 512    | 497    | 503    | 514    | 486    |

参照元:1962年から1999年までは複数コミューンに住所登録をする者の重複分を除いたもの。それ以降は当該コミューンの人口統計によるもの。1999年までEHESS/Cassini、2006年以降INSEE。